# Blateț, Sliven
Blateț (în bulgară Блатец) este un sat în comuna Sliven, regiunea Sliven,  Bulgaria. 

## Demografie
Componența etnică a satului Blateț
     Bulgari (78,86%)
     Romi (17,72%)
     Nicio identificare (2,65%)
     Altele (0,75%)
La recensământul din 2011, populația satului Blateț era de 790 locuitori. Din punct de vedere etnic, majoritatea locuitorilor (78,86%) erau bulgari, cu o minoritate de romi (17,72%). Pentru 2,65% din locuitori nu este cunoscută apartenența etnică.